# La Tentation de sainte Madeleine
La Tentation de sainte Madeleine est un tableau réalisé par le peintre flamand Jacob Jordaens en 1618. De format vertical, cette huile sur bois est une peinture chrétienne qui représente un Marie Madeleine subissant les assauts de la tentation. Vêtue d'une robe rouge et coiffée d'un voile noir, l'ancienne courtisane y figure tenant un crâne humain entre, à droite,  un couple de deux vieilles personnes qui lui présentent des bijoux et des serpents et, à gauche, un ange qui intervient pour l'en détourner. L'œuvre est conservée depuis 1890 au palais des Beaux-Arts de Lille, à Lille, dans le Nord, en France.